# 威廉斯塔尔
威廉斯塔尔是德国巴伐利亚州的一个市镇。总面积42.92平方公里，总人口3903人，其中男性1932人，女性1971人（2011年12月31日），人口密度91人/平方公里。